# Monika Lipińska
Monika Lipińska (ur. 7 listopada 1979 we Wrocławiu).
Po maturze studiowała dziennikarstwo na Uniwersytecie Wrocławskim. 
W 2002 ukończyła Państwowe Pomaturalne Studium Kształcenia Animatorów Kultury i Bibliotekarzy SKiBA we Wrocławiu. W 2004 wyjechała na rok do Włoch jako wolontariuszka w ramach programu European Voluntary Service, realizując program "Pomoc ludziom starszym w społeczności lokalnej". Pracowała jako bibliotekarz w Dolnośląskiej Bibliotece Publicznej Tadeusza Mikulskiego we Wrocławiu oraz w Miejskiej i Gminnej Bibliotece Publicznej przy Zespole Placówek Kultury w Trzebnicy.
W 2005 otrzymała pierwsze miejsce w konkursie "Moje pracowite lato" zorganizowanym przez dwutygodnik "Praca i Nauka za Granicą" za reportaż "Bezdomność w Dublinie".
W 2006 rozpoczęła współpracę z działem PR firmy MOKATE SA, sponsora jej pierwszej książki "Wszystkie smaki cappuccino" ( Wydawnictwo Gajt, 2006).
W 2008 otrzymała drugą nagrodę w II edycji konkursu literackiego wydawnictwa Telbit za powieść "Ćmy i motyle".
W 2010 otrzymała pierwszą nagrodę w III edycji konkursu literackiego wydawnictwa Telbit za powieść "Kokosowy Budda".

## Książki
- "Wszystkie smaki cappuccino", Wydawnictwo Gajt, Wrocław 2006
- "Miasto Zaginionych Ojców", Wydawnictwo Printex, Białystok 2008
- "Ćmy i motyle", Wydawnictwo Telbit, Warszawa 2008
- "Gaja i Anioł", Wydawnictwo Telbit, Warszawa 2009
- "Kokosowy Budda", Wydawnictwo Telbit, Warszawa 2010
- "PKN" (Papier, Kamień, Nożyce), Wydawnictwo Goneta, Warszawa 2011

## Artykuły
- "Bezdomność w Dublinie", Praca i Nauka za Granicą, Nr 52 - 61, 2005/2006
- "W ojczyźnie Carmen", Mokate Serwis, wrzesień- październik 2006
- "Praga pewnego dnia i nocy", Mokate Serwis, sierpień - wrzesień 2007
- "Kosmopolityczna filiżanka", Mokate Serwis, listopad 2008
- "Flamandzkie oblicze Francji", Mokate Serwis, kwiecień 2009
- "Południowa strona słońca", Mokate Serwis, lipiec-sierpień 2009